# Dino Limoni
Dino Limoni (Verona, 23 febbraio 1912 – 29 giugno 1986) è stato un politico italiano.